# Jagir (Wonokromo)
Jagir is een bestuurslaag in het regentschap Soerabaja van de provincie Oost-Java, Indonesië. Jagir telt 17.177 inwoners (volkstelling 2010).